# Envers et contre tout (Kersnovskaïa)
Envers et contre tout ou Chronique illustrée de ma vie au Goulag (en russe : Сколько стоит человек qui signifie: Combien vaut un être humain ?) est un récit autobiographique écrit par l'écrivaine et artiste russe soviétique Eufrosinia Kersnovskaïa.
Le récit décrit la vie dans des camps de travail pénitentiaire, à partir de l'année 1940. L'ouvrage est traduit du russe par Sophie Benech, publié en 2021 par Christian Bourgois éditeur, sur base de l'album Coupable de rien paru en 1994 aux éditions Plon. Le texte est précédé d'un avant-propos de Ludmila Oulitskaïa et d'une préface de Nicolas Werth. En langue russe, les textes de la main de Kersnovskaïa représentent 2 200 pages manuscrites (1 500 pages dactylographiées), accompagnées de 700 dessins sur sa jeunesse à Odessa et en Bessarabie, sur sa déportation et son séjour au Goulag. C'est une œuvre monumentale qui est écrite à la main sur une douzaine de cahiers d'écoliers, illustrée par des dessins aux crayons de couleurs, au stylo à bille et à l'aquarelle. Les auteurs de ce genre de manuscrits couraient à l'époque en URSS le risque de les voir saisis et de subir de lourdes condamnations pénales. Il fallait donc les cacher et en réaliser plusieurs exemplaires.
Le texte complet de ces mémoires en six volumes n'a été publié en Russie qu'en 2001-2002. L'éditeur Christian Bourgois se propose, après l'édition en français de 2021, de poursuivre la publication de l'intégralité de ces mémoires, la présente édition en français n'en reprenant encore qu'une partie.

## Autrice

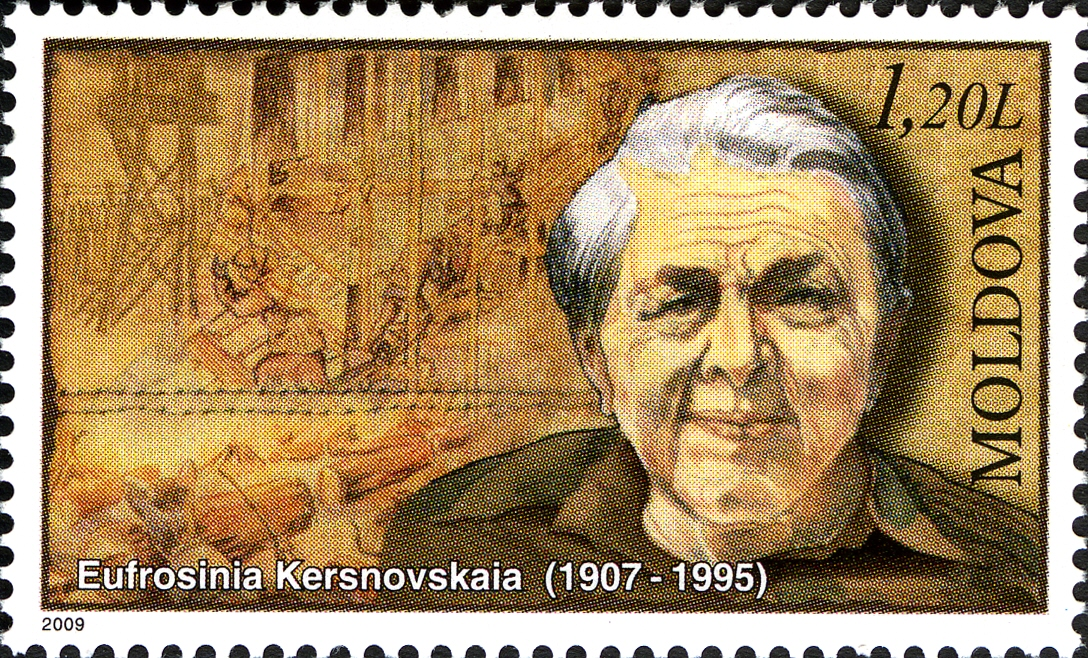
Timbre poste de Moldavie représentant E. Kersnovskaïa

Eufrosinia Kersnovskaïa est née le 24 décembre 1907 (6 janvier 1908 dans le calendrier grégorien) à Odessa dans la famille du juriste-criminologue Anton Kersnovski (mort en 1936 ou 1939) et d'une enseignante de langues étrangères Alexandra Karavassila (1878-1964). La famille avait des racines polonaises par le père et grecques par la mère. Dans ses mémoires, Eufrosinia écrit que parmi les ancêtres de sa mère il y avait des bandits klephtes. Le père a exercé son métier à la chambre judiciaire d'Odessa. Eufrosinia avait un frère aîné Anton (1907-1944). Le grand-père paternel d'Eufrosinia était le colonel-géomètre Anton Antonovitch Kersnovski. Son grand-père maternel était un propriétaire foncier du district de Kagoulski en Bessarabie, Alexeï Kara-Vassili (ru).
En 1919, durant la guerre civile russe, Anton Antonovitch Kersnovski se retrouve parmi les juristes arrêtés par une commission extraordinaire et évite par miracle d'être fusillé. Il s'enfuit en Bessarabie (qui à cette époque faisait partie du Royaume de Roumanie) et s'installe avec sa famille dans le village de Tepilova (ro) dans le raion de Soroca, où vivaient quelques parents à lui.
Au milieu des années 1920, le frère aîné d'Eufrosinia, Anton Kersnovski (ru), part pour l'Europe occidentale pour y faire ses études et s'installe finalement à Paris, où il acquiert une grande renommée comme historien militaire et théoricien de l'histoire. Lorsque commence la Seconde Guerre mondiale à l'automne 1939, il est appelé dans les rangs de l'armée française. En mai 1940, Eufrosinia et sa maman Alexandra ont reçu la notification de la mort d'Anton au front. En réalité, il n'avait été que blessé mais est mort en 24 juin 1944 de séquelles d'une blessure à la poitrine subie en 1941. Les articles philosophiques et historiques ainsi que les ouvrages fondamentaux d'Anton Kersnovski sur l'histoire de l'armée russe ont connu une reconnaissance mondiale. Cependant, en Russie, ils n'ont été publiés qu'après la dislocation de l'URSS.
En Bessarabie, dans la famille de sa mère, Eufrosinia obtient son diplôme au gymnasium puis suit les cours de l'école vétérinaire. Elle connaît très bien l'allemand, le français et le roumain, elle comprend un peu l'anglais, l'espagnol et l'italien. Comme le père Kersnovski, juriste de formation, ne s'intéressait pas au domaine agricole et à l'économie, Eufrosinia a commencé à s'occuper elle-même de l'exploitation familiale. Elle exploite 40 ha de céréales et de vignes. Pendant ses temps libres, elle aime promener à cheval, à pied ou encore à vélo jusqu'à la mer Noire avec ses cousins et ses cousines. Bien qu'elle fût propriétaire foncier, elle n'avait pas vraiment le mode de vie des classes sociales plus favorisées. Dans ses mémoires, elle n'évoque pas d'histoire d'amour personnelle et on ne lui en connaît pas.

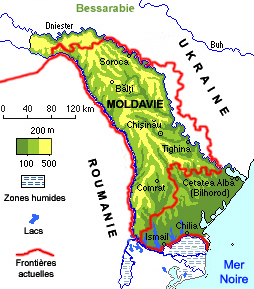
Bessarabie

### Occupation soviétique de laBessarabie

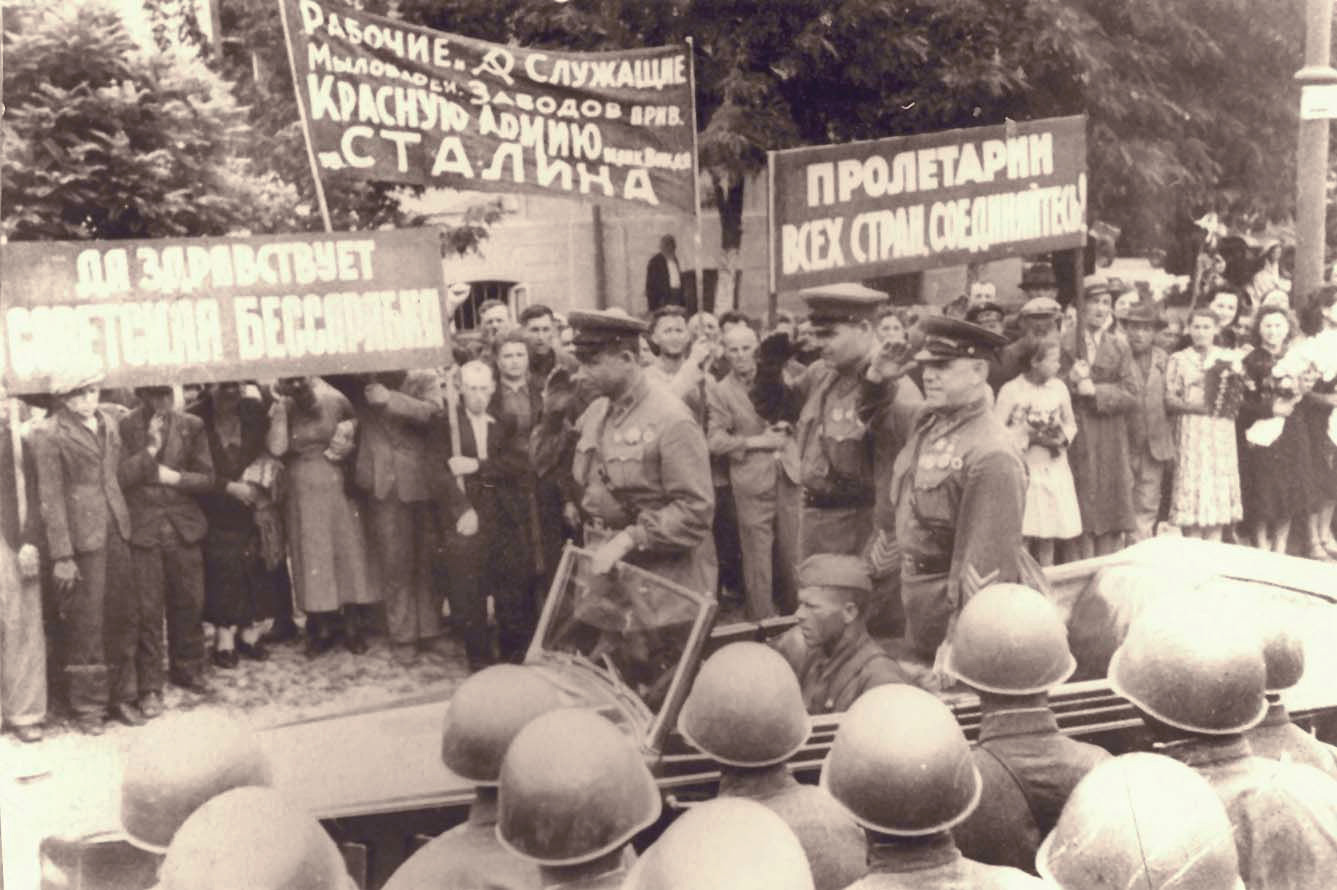
Occupation soviétique en Bessarabie et Bucovine du Nord

Le 28 juin 1940, débute l'occupation soviétique de la Bessarabie et de la Bucovine du Nord, dont une partie est devenue la nouvelle République socialiste soviétique moldave. Immédiatement, la répression stalinienne (1939-1941) s'installe et, en juillet de la même année, Eufrosinia et sa mère Alexandra sont chassées de leur maison et voient tous leurs biens confisqués. Lorsque l'oncle d'Eufrosinia, Boris Kersnovski, lui aussi privé de tous ses biens par le pouvoir soviétique, part avec sa famille pour le Royaume de Roumanie, Eufrosinia, au mois d'août, voulant protéger sa mère des privations, l'envoie en Roumanie également, à Bucarest. Elle-même reste dans le raion de Soroca. Étant une citoyenne travailleuse et instruite, elle ne se sent coupable en rien et n'a donc pas, à son estime, à quitter sa maison.
Eufrosinia commence par chercher du travail, mais comme ancienne propriétaire elle était privée de tous ses droits, dont celui de travailler, ou alors seulement comme travailleuse saisonnière. Elle peut entrer à ce titre à la ferme de technique agronomique et y être embauchée. Elle y fend des souches de chênes, ramasse du bois de chauffage dans la forêt, scie des bûches. La police politique NKVD lui interdit de travailler avec d'autres citoyens. À partir de septembre 1940, Eufrosinia dort dans la rue, perd la nationalité soviétique et est soumise à un isolement de la communauté villageoise. Pour l'hiver, elle est accueillie par une connaissance de sa mère. Le 1er janvier 1941, des élections législatives ont lieu, et elle reçoit un passeport soviétique pour la circonstance, mais avec la mention du paragraphe 39. Lors de ces élections, Eufrosinia remarque que la candidate à l'élection est une prostituée professionnelle et elle vote contre elle en affichant clairement son bulletin de vote pour bien exprimer ses opinions sur le pouvoir en place. En février 1941, elle est dès lors convoquée au NKVD, puis, le 13 juin 1941 les hommes du NKVD viennent la chercher et l'envoient en exil en Sibérie avec d'autres Bessarabes. Elle a plusieurs fois l'occasion de s'échapper mais ne le fait pas.

#### La relégation
Le 14 juin 1941, Eufrosinia et d'autres Bessarabes sont placées dans des wagons de marchandise d'un convoi pour une destination inconnue vers l'Est. Quand le convoi passe par Omsk, Eufrosinia, malgré l'interdiction du convoyeur, réussit à sortir du wagon pour prendre un seau d'eau dans un lac pour aider une femme qui avait accouché dans le wagon voisin et qui voulait laver son nouveau-né. Cela lui vaut d'être placée dans un wagon-cachot en fin de convoi et une note négative qui restera dans son dossier judiciaire. Un mois après le début de l'exil, elle est transférée dans le district de Narymski (ru) (aujourd'hui l'oblast de Tomsk).

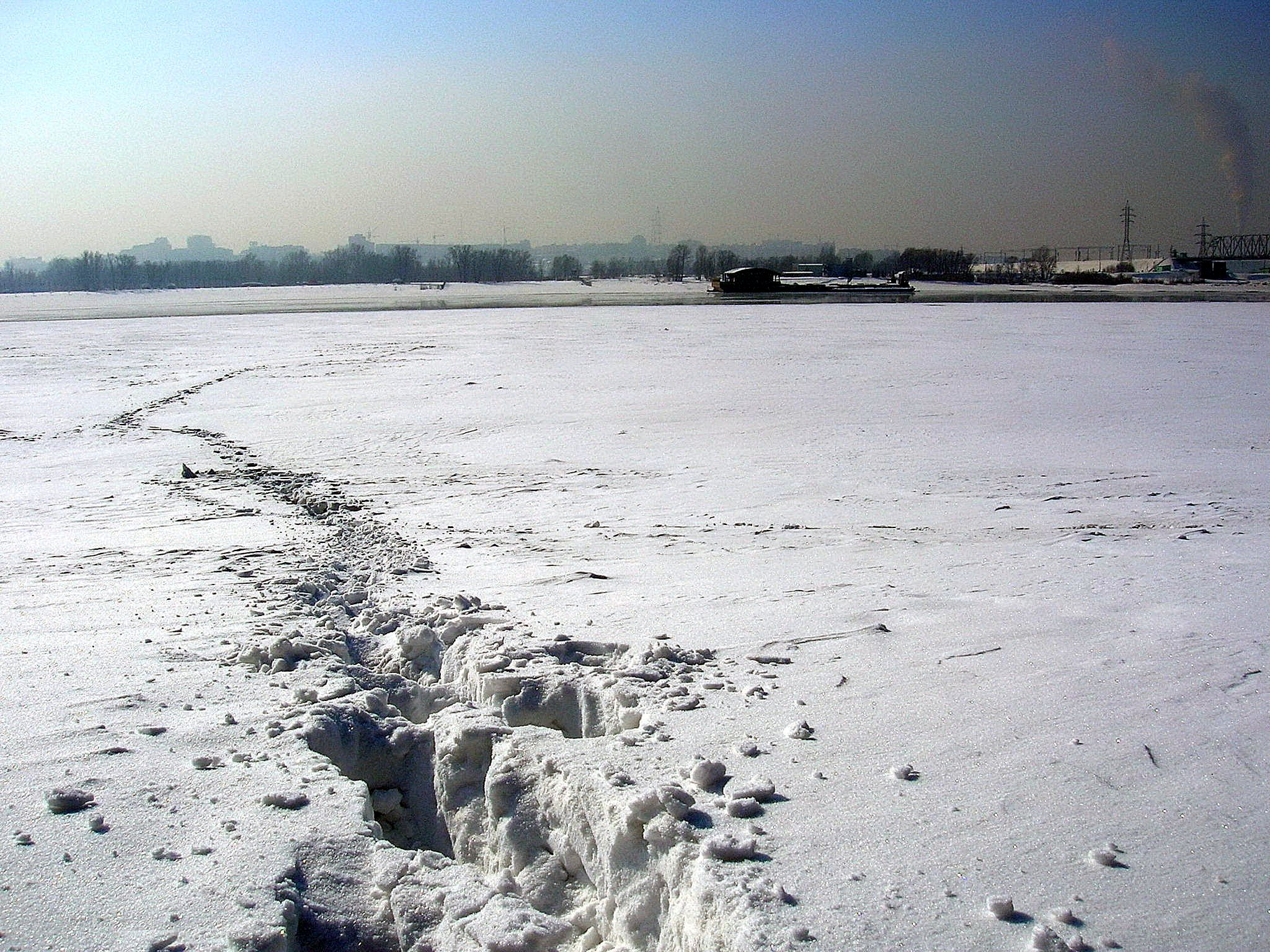
La rivière Ob gelée à Novossibirsk

Pendant la traversée de la rivière Ob, Eufrosinia apprend qu'il est possible d'obtenir une affectation dans le secteur de l'exploitation forestière près de la rivière Anga (ru). Elle a appris le travail de coupe du bois en Bessarabie et elle peut alors travailler à l'abattage d'arbres destinés à la construction du chemin de fer et de routes. Bientôt Eufrosinia quitte la région de coupe de l'Anga et de Kharsk, et, au début de l'hiver, est transférés à Oust-Tiarm. Grâce à une autorisation spéciale due à une température extrêmement basse, elle peut enfin s'acheter des bottes de feutre et une veste ouatinée.
Les normes de production demandées aux prisonniers étaient surestimées par les autorités et trouver du bois de qualité pour remplir les normes dans la taïga n'était pas facile. Au début du mois de décembre 1941, le chef de la zone de coupe, Dmitri Khokhrine, envoie Eufrosinia travailler dans la région de Souïga (ru). Le 3 décembre 1941, Eufrosinia assiste à une réunion dans un club local où un conférencier évoque l'aide des États-Unis à l'Union soviétique. Elle pose la question au conférencier de savoir si l'empire du Japon ne risquait pas, en gardant à l'esprit le pacte anti-Komintern, d'entrer en guerre contre les États-Unis. Sa question est décrite par son chef direct Dmitri Khokhrine au NKVD comme « une vile calomnie contre le Japon épris de paix ». Or sa question était pertinente puisque quatre jours plus tard, le 7 décembre 1941, c'était l'attaque de Pearl Harbor et l'entrée en guerre du Japon contre les États-Unis,.

#### Seule dans la taïga

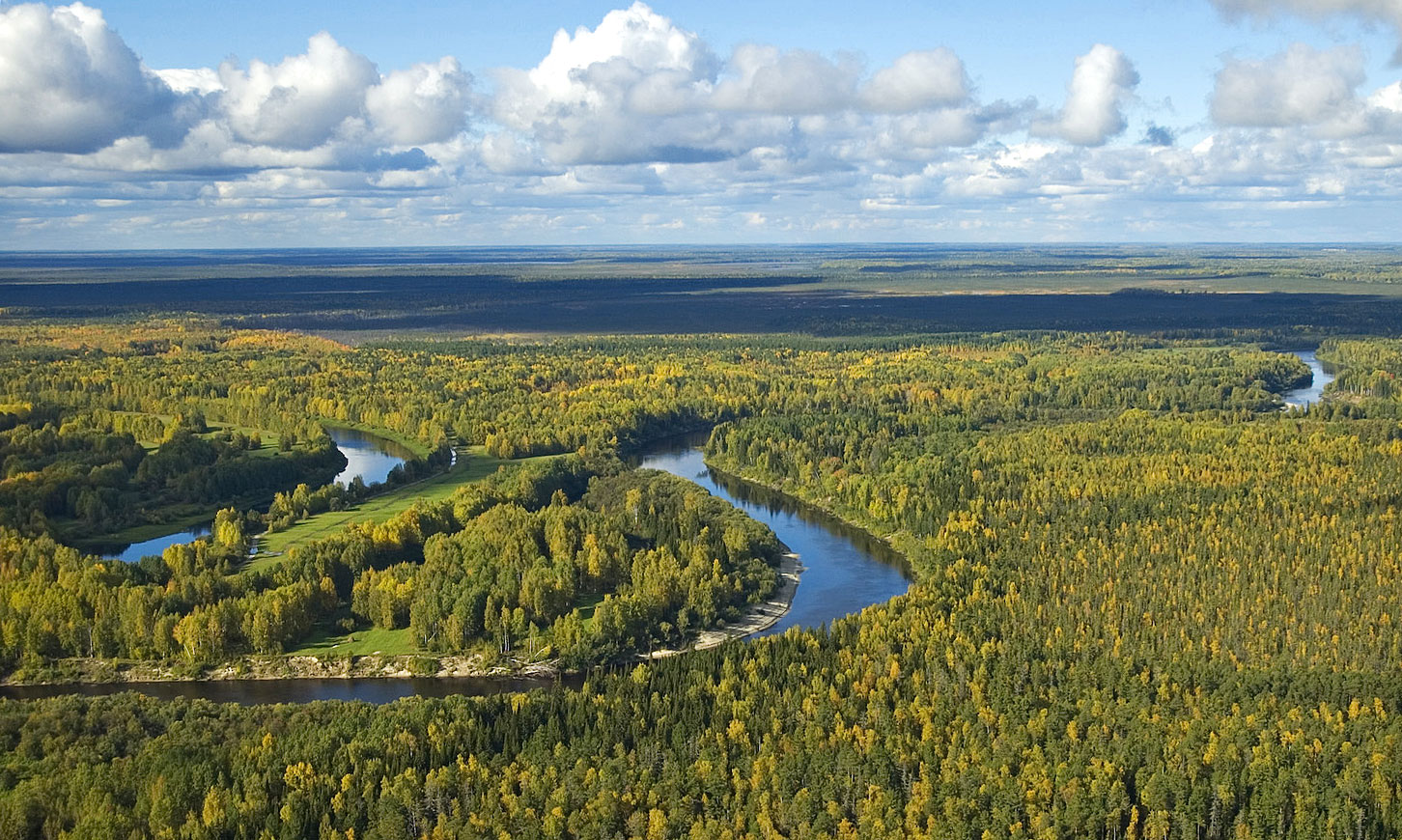
La taïga près de Tomsk

En février 1942, Eufrosinia tombe malade et ne peut se rendre au travail. Son chef Dmitri Khokhrine ordonne à l'infirmier qu'il avait nommé de ne pas lui délivrer d'attestation d'exemption de travail et la prive aussi de ration. C'est la goutte qui fait déborder le vase et Eufrosinia se décide à aller tuer son bourreau Khokhrine. Mais au dernier moment, elle change d'avis, pense à se suicider. Finalement elle se décide à fuir dans la taïga où le froid, la faim et la fatigue deviennent ses seuls compagnons.
Elle traverse une partie de la Sibérie occidentale de février à août 1942. Pendant de longues journées, elle marche sur le lit gelé des rivières, remonte l'Ob parfois sur la rive droite, parfois sur la rive gauche. Dans le village de Narga, elle apprend que le NKVD la recherche. Elle doit dès lors s'éloigner des villages. Elle dort alors le plus souvent dans les forêts. L'hiver, dans ces régions, les gens doivent ramasser du bois et Eufrosinia gagne sa vie en les aidant. Vers la fin de son périple, elle rencontre davantage d'êtres humains et se rend compte qu'ils sont beaucoup plus dangereux pour elle que la nature.
Au total, Eufrosinia a marché pendant six mois dans le sud de la plaine de Sibérie occidentale, durant lesquels elle a parcouru environ 1 500 km. Au printemps et à l'été 1942, elle est confrontée plusieurs fois à l'application de la loi des trois épis, qui interdisait de glaner dans les champs après la récolte des céréales. La loi était appliquée sévèrement. Elle est arrêtée plusieurs fois parce qu'elle n'a pas de documents d'identité ou parce qu'elle est soupçonnée d'espionnage pendant cette période de guerre et d'être contre Staline et pour Nicolas II. Par chance, elle est plusieurs fois relâchée. Le 24 août 1942, elle est à nouveau arrêtée et emmenée et finit cette fois en prison au centre Krasnozerskoïe, dans l'oblast de Novossibirsk.

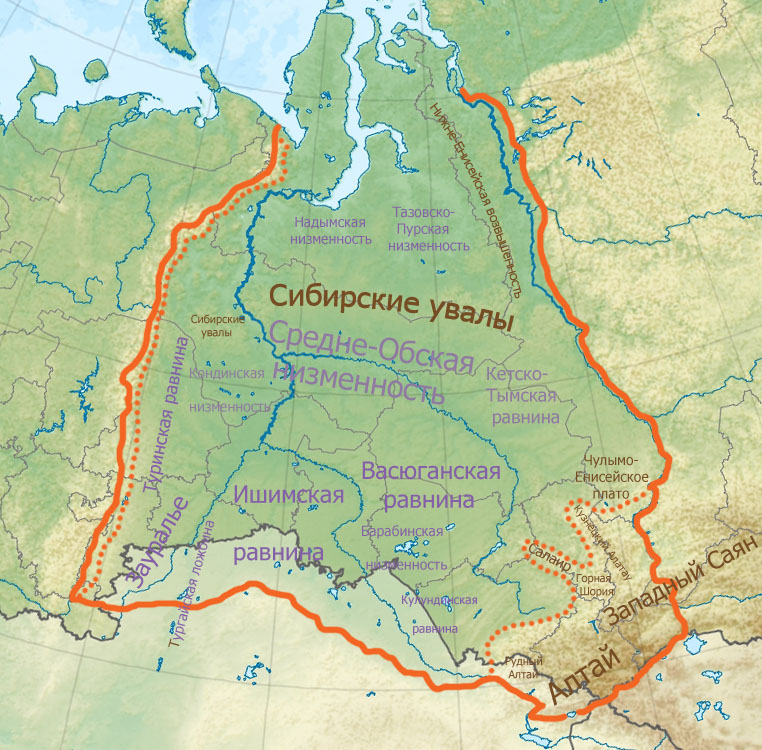
Plaine de Sibérie occidentale

#### La prison préventive, le procès et le transfert
Lors des interrogatoires de la police, Eufrosinia ne cache rien. Son caractère original et sa connaissance des langues étrangères incline l'enquêteur à penser qu'elle est une espionne et pour se faire remarquer, il invente pour son rapport qu'il a trouvé son parachute à proximité de l'endroit où on l'a arrêtée. Elle est alors envoyée en train à la prison n°1 à Barnaoul.
Devant son tribunal, à chaque question elle répond par des contre-accusations. Elle nie catégoriquement tout ce qu'on lui reproche. Et une troïka de juges la condamne à la peine de mort. On l'autorise à introduire un recours en grâce, mais elle refuse et écrit sur le papier qu'on lui donne :

« Réclamer justice, je ne puis ; demander grâce, je ne daigne ! Don Quichotte. »

Le 24 février 1943, la peine de mort a été commuée en 10 ans de camp de rééducation par le travail et 5 ans de prison avec privation des droits politiques. Puis Eufrosinia et envoyée à Tomsk où les prisons sont pleines à craquer. Pour trouver à se loger, les détenues sont obligées de fournir un certificat des bains prouvant leur désinfection. En effet, le typhus et la fièvre typhoïde y sévissaient dangereusement.

#### Le camp de travail
Eufrosinia retrouve dans un camp de transit une ancienne amie du nom de Véra Léonidovna. Cette dernière est enceinte et elle a besoin dans son état de nourriture variée et surtout de légumes. Eufrosinia se fixe alors une double charge en travaillant de nuit dans les champs pour y chaparder des pommes de terre qu'elle pèle, écrase et apporte à son amie Véra pour sauver son bébé. Puis elle est appelée dans une ferme porcine du camp, dans laquelle une épidémie de maladie inconnue a éclaté. Elle tente de sauver les porcs en déterminant, à l'aide de tests, comment les traiter et en les vaccinant. C'était dangereux pour elle dans le cas où son traitement des porcs échouait. Mais elle réussit à sauver les porcs. Au début de l'hiver 1943, elle travaille dans un camp militaire où l'on utilise encore des techniques anciennes de construction. Elle transporte ainsi dans des brouettes du mortier. Pour qu'il ne gèle pas, il faut courir et le porter au cinquième étage par des séries d'échafaudages.

#### Nouvelle condamnation. Départ pour le camp de Norilsk
Le 18 avril 1944, Eufrosinia est arrêtée une nouvelle fois et emprisonnée dans le cachot du camp. Elle fait l'objet de dénonciations à propos de déclarations politiquement incorrectes. Croyante, elle a notamment critiqué le poète russe Vladimir Maïakovski pour ses textes de poésie antireligieux.
Le 22 juin 1944, le tribunal régional de Novossibirsk, sur base de l'article 58 du code pénal de la RSFSR paragraphe 10 (propagande et agitation politique), la condamne à une peine supplémentaire de 10 années et à 5 ans de déchéance de ses droits civils. Elle est ensuite transférée dans une caserne à régime sévère, le camp d'Eltsovka, réservé aux récidivistes. Bientôt, avec d'autres détenus, elle est envoyée à Krasnoïarsk. Là, au port de Zlobino (ru), au combinat des mines et de la métallurgie Norilsk, elle est occupée au déchargement des barges. Son transfert se poursuit ensuite par le Ienisseï jusque Norilsk au camp de Norillag, au nord du cercle polaire .
À Norilsk, en travaillant sur un toit, elle se blesse à la jambe. La jambe s'est infectée et a contaminé son sang. Elle est opérée à l'hôpital de Norilsk et le chirurgien parvient à éviter l'amputation. Une fois rétablie, elle travaille comme aide-infirmière. En 1946 et 1947, elle travaille à la morgue. Mais elle demande de travailler à la mine de charbon. C'était l'un des travaux les plus difficiles, mais qui permettait d'obtenir des jours de compensation : un jour de travail complet donnait droit à trois jours de repos.

#### Août 1952, libération
En août 1952, Eufrosinia est définitivement libérée. Mais elle a recherché du travail à la mine en tant que travailleuse libre. Le 5 mars 1953, c'est la mort de Staline. En 1956, elle va visiter le Caucase comme vacancière. Elle retourne ensuite en Bessarabie où elle se met à rechercher sa mère qui vit toujours en Roumanie. Et elle la retrouve. Elle passe encore deux ans à travailler comme libre à la mine à Norilsk. Puis, en 1960, après un dernier combat contre le KGB, elle est à la retraite et s'installe à Essentouki, une station thermale du kraï de Stavropol, dans le Nord-Caucase. Elle y est décédée le 8 mars 1994, à l'âge de 86 ans.

## Combien vaut un être humain?
Les premiers écrits de sa vie en Bessarabie, puis en Sibérie, ont été réalisés alors qu'Eufrosinia était infirmière à l'hôpital du camp de Norilsk et elle a continué à écrire quand elle a travaillé à la mine. En 1948, elle donne ses écrits à lire à un patient toxicomane qui les cache puis veut les livrer à un agent de l'administration. Heureusement, celui-ci les a rendu en disant « qu'il avait besoin de faits réels et pas de fiction ». Elle a pu terminer ses mémoires en 1964, après la mort de sa mère Alexandra, qui lui a demandé, avant de mourir, d'écrire tout ce qu'elle avait vécu. Eufrosinia lui avait raconté une partie de sa vie, mais avait omis de nombreux détails. Son travail sur ses mémoires a été terminé dans les années 1970. Elle les a alors baptisés du nom de Combien vaut un être humain ? Ces mémoires comptent 2,2 millions de lettres, 680 dessins. En 1982, ils ont été diffusés sous forme de samizdat, et en 1990 publiés dans les magazines Ogoniok, Znamia et The Observer (en Grande Bretagne).
Eufrosinia a divisé ses mémoires en 12 parties précédées de la description de son enfance en Bessarabie jusqu'au moment de son départ en exil de juin 1940 à juin 1941 : Annexion et collectivisation de la Bessarabie par les Soviétiques
1. Juin 1941- Février 1942 : La Relégation
2. Février 1942 - Août 1942 : Seule dans la Taïga
3. Août 1942 - Mars 1943 : La prison préventive, le procès et le transfert
4. Avril 1943 -Avril 1944 : Le camp de travail.
5. Avril 1944 -Août 1944 : Nouvelle condamnation. Départ pour le camp de Norilsk.
6. Été 1944 - Janvier 1946 : L'hôpital.
7. Janvier 1946 - Mai 1947 : La morgue.
8. Juin 1947 - Août 1952 : La mine. Dernières années de détention.
9. Août 1952 - Août 1956 : La liberté. Le travail à la mine.
10. Été 1956 : Voyage dans le Caucase.
11. Été 1957 - Été 1958 : Retour en Bessarabie. Retrouvailles.
12. 1958- 1960 : Dernières années à la mine.

S'ajoute en finale des réflexions sur son dernier combat de Don Quichotte contre le KGB au moment de prendre sa retraite en 1960.

## Réhabilitation
Le 30 janvier 1990, le procureur de la région de Novossibirsk a reconnu le non-fondement de la troisième condamnation du 22 juin 1944. Le 23 février 1990, le procureur de Tomsk a reconnu que la deuxième condamnation du 24 février 1943 était non fondée également. Le 13 août 1990, le procureur de la république socialiste de Moldavie a reconnu que la relégation d'Efrosinia, le 13 juin 1941, n'était pas fondée. À la suite de ces trois reconnaissances, elle a été complètement réhabilitée.

## Réception critique
La romancière russe Lioudmila Oulitskaïa et l’historien Nicolas Werth considèrent que l’ouvrage d’Ievfrossinia Kersnovskaïa constitue un apport majeur à la connaissance et à la compréhension de la vie dans les camps soviétiques, plaçant son œuvre parmi les témoignages majeurs de la littérature concentrationnaire.

« Est-ce qu'un homme qui tombe sous un train peut-il rester vivant? Non-non, il n'a pas été touché par une butée, ni jeté sur un remblai. Il était couché entre les rails et sentait la mort gronder au dessus de lui. Eufrosinia Kersnovskaïa était une telle femme, et le train qui grondait au-dessus d'elle est une référence à l'abattage des arbres dans la Goulag, au pouvoir soviétique, qui l'a chassé de la Bessarabie occupée en 1940. »

— Alexandre Zorine, Journalny zal (2012)

« Eufrosinia Kersnovskaïa écrit de manière hachée, saccadée. Comme si elle n'avait pas encore repris son souffle pour raconter l'épisode suivant de ce qui lui est arrivé. Adapter 13 années en 300 pages et quelques heures de récits ce n'est pas peu de chose. Le caractère impressionniste de sa syntaxe et de sa sémantique ne doit pas être examiné en s'éloignant comme pour un tableau de Monet. Il faut au contraire regarder à tour de rôle chaque élément de la mosaïque de ses souvenirs.
Le but de ces mémoires était de décrire quelque chose que personne ne semblait connaître officiellement. Il fallait transmettre ces informations importantes et ouvrir les yeux des gens sur ce qui s'était passé loin des grandes capitales. Le début de son travail de rassemblement de ses données dans ses mémoires n'a été possible qu'à la mort de sa mère à qui elle a consacré une grande partie de sa vie. Ceci sans fonder elle-même une famille, sans avoir d'enfants, en vivant uniquement avec sa mère. Et c'est sa mère, selon Eufrosinia, qui par ses prières a protégé sa fille des malheurs et de la mort. La mort, qui a souvent envoyé vers elle son souffle fétide. »

— Alexandra Gouzeva, Tchastny Korrespondent (2014)

## Au cinéma
- Vladimir Meletine (ru). Vie d'E Kersnovskaïa [kinofilms.tv/film/efrosinya-kersnovskaya-zhitie/20585/ «Ефросинья Керсновская: Житие»]. Документальный фильм (2008).
- Gregori Ilougdine (ru).Album Eufrosinia (Альбом Евфросинии) Film documentaire. Документальный фильм[42].